# Amber Pacific
Amber Pacific is een Amerikaanse band, die is opgericht in 2002 in Federal Way, Washington. De band heeft vier volledige albums uitgebracht, The Possibility and the Promise in 2005, Truth in Sincerity in 2007, Virtues in 2010 en The Turn in 2014.

## Bezetting
Huidige bezetting
- Matt Young (leadzang, 2002–2008, 2011–heden)
- Will Nutter (leadgitaar, achtergrondzang, keyboards, 2002–heden)
- Dango (drums, 2003–heden)
- Justin Westcott (ritmegitaar, 2002–2006, 2014–present)

Toering, studio en sessie
- Jeremy Gibbons (basgitaar, 2011)
- Mike Herrera (basgitaar, 2014–present)

Voormalige leden
- Jesse Cottam (leadzang, 2008–2011)
- Davy Rispoli (ritmegitaar, achtergrondzang, 2008–2011)
- Ben Harper (gitaar, 2006)
- Greg Strong (basgitaar, 2003–2011)
- Tyler Peerson (basgitaar, 2002-2003)
- Blake Evans (drums, 2002-2003)
- Rick Hanson (ritmegitaar, 2007)
- Mike Herrera (basgitaar, 2014–present)

## Geschiedenis
Amber Pacific begon als groep middelbare scholieren, die lokaal optraden in hun geboorteplaats bij Seattle, onder de naam Follow Through. De band bestond uit Will Nutter, Tyler Peerson en Blake Evans. Eind 2002 voegde zanger Matt Young zich ook bij de band met Justin Westcott. In de zomer van 2003 verlieten Tyler en Blake de band om andere interessen na te streven en werden vervangen door Greg Strong en Dango. In 2005, na het veranderen van hun naam in Amber Pacific, bracht de band hun debuutalbum The Possibility and the Promise uit bij Hopeless Records. In 2005 verliet Justin Westcott de band. Ben Harper (oorspronkelijk in Yellowcard) vervoegde Amber Pacific voor de opname van hun tweede studioalbum Truth in Sincerity. De opname begon in oktober 2006, maar Harper verliet de band voor het einde van het jaar om te worden vervangen door Rick Hanson. De band bracht het album uit op 22 mei 2007, verkocht in de eerste week ongeveer 10.000 exemplaren in Amerika en landde in de Billboard 200 op #64. Het eerste nummer dat als single van het album werd uitgebracht, heette Fall Back Into My Life en verschijnt op de TMNT-soundtrack. Er werd een video gemaakt voor het nummer en een tweede single You're Only Young Once werd ook uitgebracht.
In februari 2008 verliet de band Hopeless Records, leadzanger Matt Young en Rick Hanson verlieten Amber Pacific, Matt vertrok om een carrière in het openbaar onderwijs na te streven als directeur, in de hoop dat hij toekomstige generaties beter kan voorbereiden op wat komen gaat. De band heeft sindsdien de nieuwe zanger Jesse Cottam ingelijfd, die voorheen de zanger van de Canadese band Sevens Angel en een deelnemer aan Canadian Idol was. Gitarist/zanger Davy Rispoli, een frequent toerend lid, werd officieel aangekondigd samen met Jesse bij de band te zijn gekomen in het videoblog van de band (zie Amber Pacific MySpace). Op 27 januari 2009 tekende de band voor Victory Records en de band uploadde drie nieuwe nummers naar hun officiële MySpace-pagina, met Jesse Cottam als hun nieuwe zanger. Ze brachten later een titelloze digitale ep uit op iTunes met de drie nummers op 25 februari. Het volgende album Virtues werd op 13 april 2010 uitgebracht via Victory Records. Het nummer Three Words werd uitgebracht als eerste single van het album.
Op 9 februari 2011 verliet Amber Pacific Victory. Op hun Facebook-pagina werd aangekondigd dat Jesse en Davy waren vertrokken, omdat het te duur was voor Jesse om uit Canada te komen en dat Matt Young zich weer bij Amber Pacific had aangesloten. De band plande een reeks akoestische uitvoeringen en gitarist Will Nutter verklaarde dat hij nummers had geschreven in dezelfde geest als het eerste album van de band. Op 15 februari 2011 maakte Greg Strong op de Facebook-pagina van de band bekend dat hij niet langer in de band zat. Dagen later bevestigde gitarist Will Nutter op Facebook dat het vertrek van Strong te wijten was aan de terugkeer van Matt Young. Amber Pacific zamelde geld in op indiegogo om hun vierde studioalbum met Matt Young in de bezetting te financieren. Justin Westcott kwam in 2011 weer bij de band. Op 21 april begon Amber Pacific aan hun vierde studioalbum. Mike Herrera van MxPx zou bas spelen op het album. De band verklaarde dat hun vierde album The Turn op 29 juli 2014 zou worden uitgebracht voor campagneaanhangers. Na ondertekening bij Digitally Sound Records en Straight 8 Entertainment werd het album op 2 september 2014 wereldwijd uitgebracht. Alle leden hebben andere interesses en kansen nagestreefd, maar blijven muziek maken met Amber Pacific.

## Discografie

### Albums
- 2005: The Possibility and the Promise
- 2007: Truth in Sincerity
- 2010: Virtues
- 2014: The Turn

### Ep's
- 2004: Fading Days
- 2006: Acoustic Sessions
- 2008: Acoustic Connect Sets
- 2009: Amber Pacific

### Compilaties
- Vans Warped Tour 2004 (disc 2, nummer 24 - Thoughts Before Me)
- Vans Warped Tour 2005 (disc 1, nummer 14 - Gone So Young)
- Vans Warped Tour 2007 (disc 1, nummer 13 - Summer (In B))
- Punk Goes 80s (nummer 15 - Video Killed The Radio Star)
- Hopelessly Devoted to You Vol. 5 (disc 1, nummer 2 - Always You; nummer 10 - Leaving What You Wanted)
- Hopelessly Devoted to You Vol. 6 (disc 1, nummer 1 - Gone So Young; nummer 14 - Poetically Pathetic (akoestisch); disc 2, nummer 21 - Always You)
- Take Action! Volume 5 (disc 1, nummer 7 - Poetically Pathetic)

### Soundtracks
- Burnout 3: Takedown Soundtrack - Always You (Good Times)
- Flicka TV Spot - Gone So Young
- TMNT Soundtrack - Fall Back Into My Life

## Videografie
- Gone So Young
- Poetically Pathetic
- Fall Back Into My Life
- Three Words